# 皆殺しのジャンゴ/復讐の機関砲
『皆殺しのジャンゴ/復讐の機関砲』（みなごろしのジャンゴ/ふくしゅうのガトリングガン、原題：Preparati la bara! / Django, Prepare a Coffin）は、1968年制作のマカロニ・ウェスタン。

## あらすじ
金輸送の警護人ジャンゴは警護中に、親友であるはずのデヴィッドに率いられた盗賊に襲われ、同伴していた妻ルーシーを殺された。
デヴィッドへの復讐を誓ったジャンゴは彼の手下を次々と始末、ついにデヴィッドを墓場に誘い出した。しかし、そこへデヴィッドの手下たちが現れ、形勢は逆転、ジャンゴはデヴィッドに強制的に墓穴を掘らされる。
ジャンゴは柩を掘り起こした時、中を見やってうっすらと笑みを浮かべる。と、次の瞬間、彼の手にはマシンガンが。銃は轟然と火を吹き、デヴィッド一味は皆殺しにされた。

## キャスト
| 役名               | 俳優                   | 日本語吹き替え | 日本語吹き替え |
| 役名               | 俳優                   | 日本テレビ版   | ソフト版       |
| ------------------ | ---------------------- | -------------- | -------------- |
| ジャンゴ           | テレンス・ヒル         | 仲木隆司       | 庄司然         |
| デヴィッド・バリー | ホルスト・フランク     | 川合伸旺       | 小倉直寛       |
| ルーカス           | ジョージ・イーストマン |                | 宮健一         |
| ルーシー           | バーバラ・サイモン     |                | 町風瑠美       |
| ガルシア           | ホセ・トーレス         |                | 福里達典       |
| オラジオ           | ピヌッチオ・アルディア |                | 真田雅隆       |

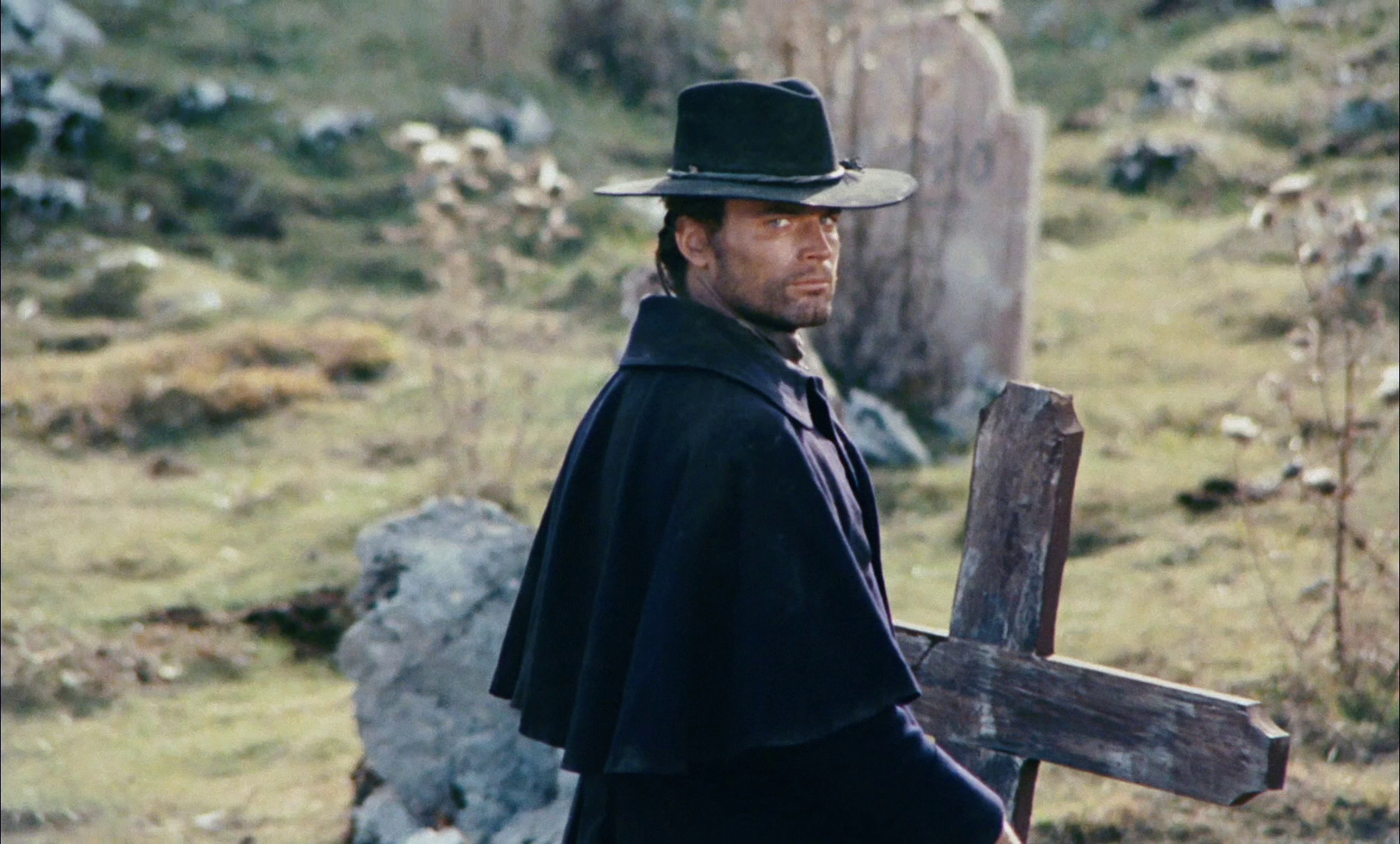
ジャンゴ役のテレンス・ヒル。

- 日本テレビ版吹き替え - 初回放送1978年1月25日『水曜ロードショー』
- ソフト版吹き替え - マカロニ・ウエスタン傑作映画DVDコレクションに収録[1]